# Quyền LGBT ở Namibia
Quyền đồng tính nữ, đồng tính nam, song tính và chuyển giới ở Namibia phải đối mặt với những thách thức pháp lý mà những người không phải LGBT không gặp phải. Phân biệt đối xử dựa trên xu hướng tính dục và bản dạng giới không bị cấm trong Namibia. Các hộ gia đình đứng đầu là các cặp đồng giới không đủ điều kiện cho các biện pháp bảo vệ pháp lý tương tự dành cho các cặp vợ chồng khác giới.
Khí hậu cho người LGBT ở Namibia đã giảm bớt phần nào trong những năm gần đây. Nhóm vận động LGBT hàng đầu của đất nước là OutRight Namibia, được thành lập vào tháng 3 năm 2010 và được đăng ký chính thức vào tháng 11 năm 2010. Nó đã tổ chức các cuộc diễu hành niềm tự hào đầu tiên của Namibia và tìm cách "lên tiếng cho phụ nữ đồng tính nữ, đồng tính nam, song tính và chuyển giới và chuyển giới ở Namibia". Các nhóm LGBT khác bao gồm MPower Community Trust, nơi cung cấp nhận thức về sức khỏe tình dục cho người đồng tính nam và lưỡng tính, Phong trào đồng tính nam và đồng tính nữ, cung cấp tư vấn và lời khuyên cho người LGBT và tổ chức các chương trình giáo dục để nâng cao nhận thức về LGBT Namibian, TULINAM, LGBT nhóm dựa trên đức tin và Wings to Transcend Namibia, một nhóm chuyển giới.

## Bảng tóm tắt
| Hoạt động tình dục đồng giới hợp pháp                                                                                       | (Dành cho đàn ông; không thi hành)/ (Dành cho nữ) |
| Độ tuổi đồng ý | (Dành cho đàn ông; không thi hành)/ (Dành cho nữ) |
| Luật chống phân biệt đối xử chỉ trong việc làm                                                                              | No                                                |
| Luật chống phân biệt đối xử trong việc cung cấp hàng hóa và dịch vụ                                                         | No                                                |
| Luật chống phân biệt đối xử trong tất cả các lĩnh vực khác (Bao gồm phân biệt đối xử gián tiếp, ngôn từ kích động thù địch) | No                                                |
| Hôn nhân đồng giới | No                                                |
| Công nhận các cặp đồng giới                                                                                                 | No                                                |
| Con nuôi của các cặp vợ chồng đồng giới                                                                                     | No                                                |
| Con nuôi chung của các cặp đồng giới                                                                                        | No                                                |
| Người LGBT được phép phục vụ công khai trong quân đội                                                                       | No                                                |
| Quyền thay đổi giới tính hợp pháp                                                                                           | Yes                                               |
| Truy cập IVF cho đồng tính nữ                                                                                               | No                                                |
| Mang thai hộ thương mại cho các cặp đồng tính nam                                                                           | No                                                |
| NQHN được phép hiến máu | Yes                                               |